# Tolkcabine

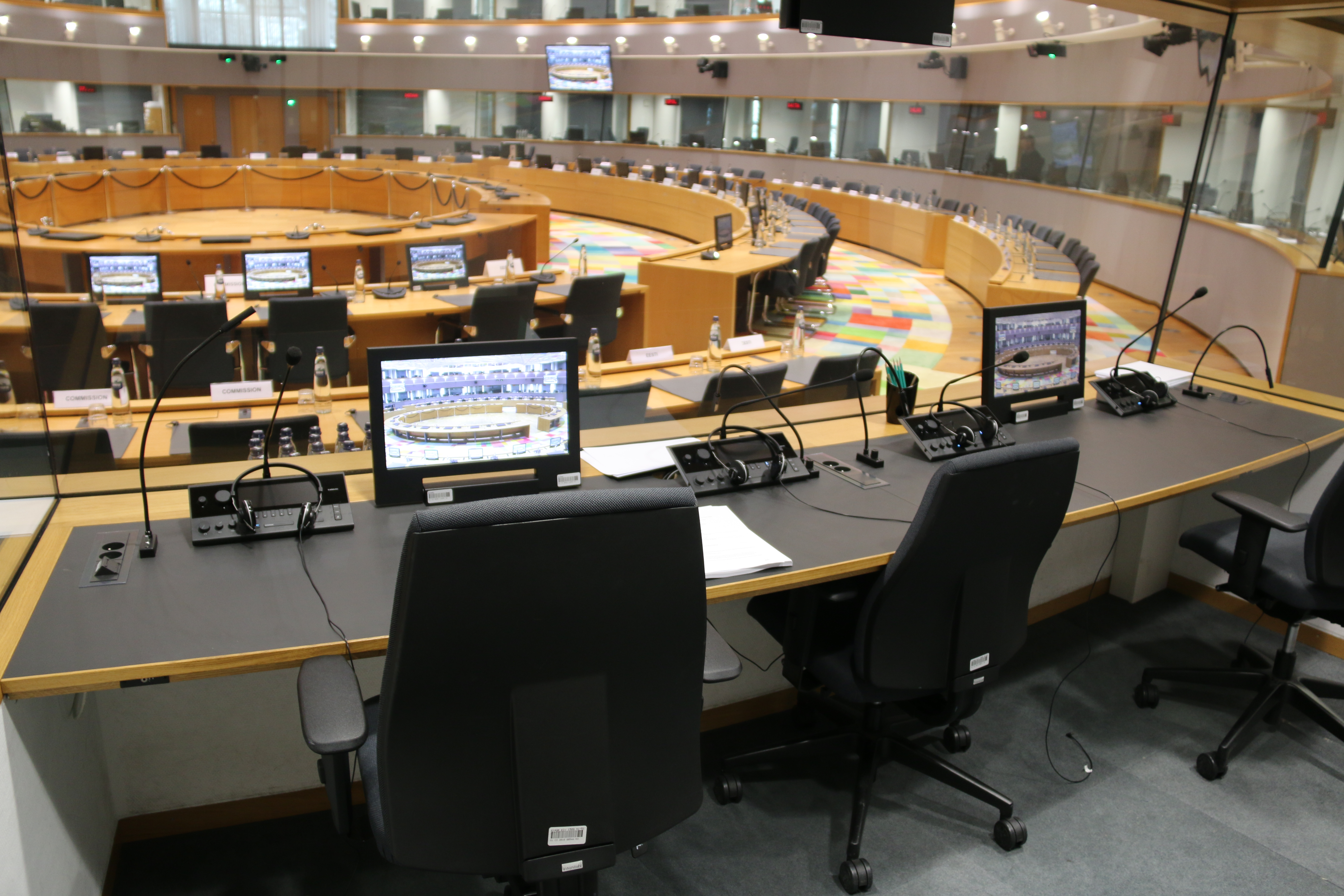
Vaste tolkcabine in het Europagebouw

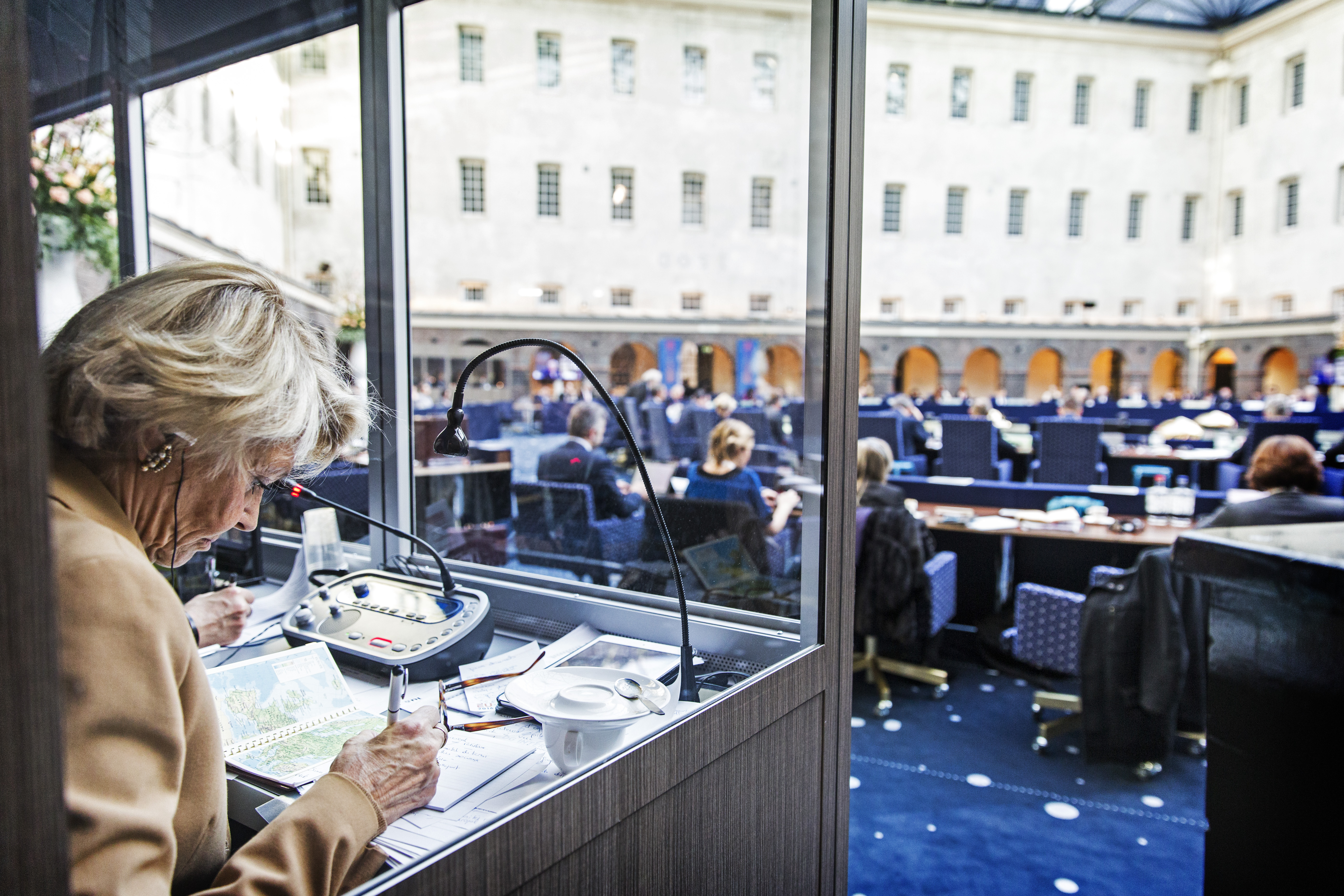
Mobiele tolkencabine

Een tolk(en)cabine is een geluidsdichte, afgesloten ruimte met glazen wand waarin conferentietolken simultaan tolken met behulp van een tolkconsole tijdens onder andere vergaderingen, conferenties en congressen. Er bestaan zowel mobiele tolkcabines als vast ingebouwde tolkcabines (bij meertalige internationale instellingen zoals de Europese Unie en de Verenigde Naties, in nationale en regionale parlementen van meertalige landen, in congrescentra enz.).
Vaak zitten tolken per twee of per drie (gegroepeerd per moedertaal) in een cabine. Er bestaan strikte ISO-normen voor mobiele (ISO 4043:2016) en voor vaste (ISO 2603:2016) tolkencabines: afmetingen van de cabine, afmetingen van de ramen, het geluidsisolerende vermogen van de wanden, de kracht van de ventilatie enz.